# 2e division légère de chasseurs

## Création et différentes dénominations
- 1940 : Création de la 2e Division Légère de Chasseurs

## Commandants de la2eDLCh
- 1940 : Général Durand

## Seconde Guerre mondiale

### Composition
- 343e compagnie autonome de chars de combat (343e CACC),
- 6e compagnie anti-chars du 9e BCA[réf. nécessaire],
- 3e groupe autonome d'artillerie coloniale du 10e RACTT,
- batterie du 404e RADCA (artillerie anti aérienne),
- génie (Cie 196/1), transmission (Cie 196/84), train (Cie 843/2) et intendance (GED 196/18).

- 2e demi-brigade de chasseurs alpins (2e DBCA)
  - 9e bataillon de chasseurs alpins (9e BCA),
  - 20e bataillon de chasseurs alpins (20e BCA),
  - 49e bataillon de chasseurs alpins (49e BCA),

- 24e demi-brigade de chasseurs à pied (24e DBCP)
  - 3e bataillon de chasseurs à pied (3e BCP),
  - 19e bataillon de chasseurs à pied (19e BCP),
  - 69e bataillon de chasseurs à pied (69e BCP).

### Campagne de France
Elle participe à la campagne de Norvège en mars 1940 avant de reformer en juin la 40e division d'infanterie alpine.